# Castillo de Olmos
El castillo de Olmos es un castillo del municipio español de El Viso de San Juan en la provincia de Toledo. Se ubica en la margen izquierda del río Guadarrama.

## Situación
Está construido en una posición privilegiada en lo alto de una montaña que preside gran parte de la ribera del Guadarrama, al lado derecho de la carretera CM-4004 en su tramo entre Cedillo del Condado y Casarrubios de Monte (coordenadas: 40°08'36.4"N 3°59'13.0"W). Desde este punto dominaba visualmente varios kilómetros hacia el oeste y algunos menos hacia el este.

## Historia
Fue construido entre los siglos VIII y IX por los árabes y conquistado por Alfonso VI en 1074 para la Corona de Castilla. En 1114 fue donado a la Orden de San Juan (También conocida como "sanjuanistas"). En tiempos de don Juan II, durante la guerra civil, el infante don Enrique y otros señores enemigos del privado del condestable Álvaro de Luna lo tomaron, y con ayuda de las gentes de alrededor (presumiblemente de localidades como El Viso de San Juan, Chozas de Canales y Casarrubios del Monte) lo destruyeron casi por completo, para inutilizar un punto de control que podía ser ocupado por el enemigo.

## Usos del castillo
Dada su estratégica posición servía como vigía y punto de referencia de toda la zona. Se encargaba también de guardar y cuidar del camino que unía Toledo con el Alto del León (Sierra de Guadarrama) situado en la ribera opuesta del río Guadarrama. No se tiene constancia de que fuera escenario de ninguna batalla de importancia, ni de que fuera morada de alguna personalidad destacada de los siglos que le tocó vivir.

## Descripción y características
Del castillo de Olmos solo queda en pie una torre de unos 8 metros de altura (que presumiblemente fue más alta), con unos 11,8 metros de ancho y muros de 2,5 metros de grosor de ladrillo cocido y piedra. Destaca la utilización de excesiva argamasa en alguno de los muros y la irregularidad de las hiladas, que demuestra que se construyó muy rápidamente.
De la torre que queda en pie se puede deducir que además de ser más alta, probablemente fuera una torre de blanqueo, pues presenta una singular cúpula de ladrillo cocido en forma de bóveda de cañón que da indicios de la existencia de un pasillo, y en los alrededores se pueden hallar restos de muro que conducen a la torre. Es demasiado pequeña como para tratarse de una torre del homenaje y presenta saeteras solo en dos caras de los muros, justamente las que dan al sur y al oeste. La torre es obra del siglo XV, con cubierta de bóveda de cañón apuntada y puerta con arco conopial, por tanto construida en fecha distinta al castillo islámico, seguramente después de derribada la muralla del mismo, y para fortificar el punto estratégico.
A mucha menos altura que la torre que queda en pie, bajando en dirección oeste hacia el río, se encuentra un aljibe, de planta rectangular con bóveda de cañón con arcos fajones, similar a los islámicos de Calatalifa, Canales o Alcalá de Henares.

## Estado de conservación
A los pies de estas ruinas se encuentra la carretera que une El Viso de San Juan con Casarrubios del Monte, por lo que el acceso se ha facilitado mucho haciendo que el castillo haya sido objeto de vandalismo (pequeñas pintadas). Se han encontrado restos de materiales del castillo incluso a 500 metros del emplazamiento original.
El estado del castillo de Olmos es de ruina progresiva y lo que queda de torre presenta grandes grietas. El acceso es totalmente libre.